# Commune du Golfe 3
 (décembre 2022).
La commune du Golfe 3 de Lomé est l'une des plus grandes communes de la capitale, située en plein centre. Créée par le décret présidentiel N° 2017-141 / PR du 20/12/17, elle se situe en plein centre et détient les plus grandes institutions du pays. Elle compte 19 conseillers municipaux. Sa population est évaluée à environ 120 000 habitants.
L' actuel maire de la commune du Golfe 3 est Kamal Adjayi, élu en 2019.

## Géographie
La Commune du Golfe 3 est limitée au nord par la commune d’Agoè-Nyivé 1, au sud par la commune du golfe 4, à l’est par les communes du golfe 2 et 4 et à l’ouest par les communes du golfe 4 et 5.
Elle s’étend sur une superficie d’environ 17 km2.
Elle comporte les quartiers suivants : Tokoin-Elavagnon Lycée (CICA Toyota, SOTED), Tokoin-Gbonvié, Doumasséssé (Adéwui), Tokoin-Kleve, Tokoin-Elavagnon Atchan, Kélégouvi (Stade de Kégué), Massouhoin, Ahanoukopé-Est (Camp Gendarmerie). Elle a pour chef-lieu Doumassessé.

## Histoire
La commune du Golfe 3, située dans la préfecture du Golfe est le sanctuaire de plusieurs institutions clés de la république togolaise comme le palais de la présidence, le parlement, la primature, la Cour constitutionnelle. Tout comme les 117 communes du Togo, elle est créée par le décret présidentiel N° 2017-141 / PR du 20/12/17 .

## Infrastructures
Golfe 3 abrite de nombreuses institutions de la République togolaise : le palais présidentiel, le parlement, la primature et la cour constitutionnelle. Elle possède également plusieurs ambassades, dont celles de Chine, des États-Unis et du Brésil, ainsi que la résidence de la caisse et la cité OUA qui a abrité le sommet de l'Organisation de l'unité africaine.
On y trouve par ailleurs le camp militaire Général Eyadema, l'Office togolais des recettes (OTR), le stade de Kégué, le camp de la gendarmerie et Lomé II.

## Éducation
On y retrouve également des institutions éducatives nationales telles que l'Université de Lomé mais aussi des institutions privées comme l'école africaine des métiers de l'architecture et de l'urbanisme (EAMAU) et l'Institut africain d'administration et d'études commerciales (IAEC).